# Copa de la CEI 2015
La Copa de la CEI 2015 es la 23.ª edición de este torneo de fútbol a nivel de selecciones menores organizado por la Unión de Fútbol de Rusia y que cuenta con la participación de 12 equipos.
Sudáfrica venció a Finlandia en la final jugada en San Petersburgo para ser el primer equipo no europeo en ganar el torneo.

## Participantes
| Equipo           | Entrenador         | Apariciones |
| ---------------- | ------------------ | ----------- |
| Rusia U21        | Nikolai Pisarev    | 13          |
| Bielorrusia U21  | Igor Kovalevich    | 4           |
| Lituania U21     | Arminas Narbekovas | 4           |
| Letonia U21      | Dainis Kazakevičs  | 4           |
| Estonia U21      | Martin Reim        | 4           |
| Moldavia U21     | Igor Ursachi       | 4           |
| Kazajistán U21   | Saulius Širmelis   | 4           |
| Tayikistán U20   | Alisher Tukhtaev   | 4           |
| Turkmenistán U20 | Ahmet Agamyradow   | 3           |
| Kirguistán U20   | Mirlan Eshenov     | 4           |
| Finlandia U21    | Tommi Kautonen     | 1           |
| Sudáfrica U20    | David Notoane      | 1           |

## Fase de grupos

### Grupo A
| Equipo       | J | G | E | P | GF | GC | GD | Pts |
| ------------ | - | - | - | - | -- | -- | -- | --- |
| Bielorrusia  | 3 | 3 | 0 | 0 | 6  | 0  | +6 | 9   |
| Turkmenistán | 3 | 1 | 1 | 1 | 4  | 3  | +1 | 4   |
| Finlandia    | 3 | 1 | 1 | 1 | 3  | 3  | 0  | 4   |
| Estonia      | 3 | 0 | 0 | 3 | 2  | 9  | −7 | 0   |

| 16 de enero de 2015 | Estonia      | 1 – 2   | Finlandia       | SKK Peterburgsky, Saint Petersburg                   |                                                      |
|                     | Sappinen 51' | Reporte | Hatakka 54' 90' | Asistencia: 300 espectadores Árbitro(s): Ivan Saraev | Asistencia: 300 espectadores Árbitro(s): Ivan Saraev |

| 16 de enero de 2015 | Bielorrusia | 1 – 0   | Turkmenistán | SKK Peterburgsky, Saint Petersburg                         |                                                            |
|                     | Teslyuk 54' | Reporte |              | Asistencia: 500 espectadores Árbitro(s): German Kravchenko | Asistencia: 500 espectadores Árbitro(s): German Kravchenko |

| 17 de enero de 2015 | Finlandia    | 1 – 1   | Turkmenistán | SKK Peterburgsky, Saint Petersburg                          |                                                             |
|                     | Aaltonen 50' | Reporte | Annaýew 7'   | Asistencia: 300 espectadores Árbitro(s): Vladimir Seldyakov | Asistencia: 300 espectadores Árbitro(s): Vladimir Seldyakov |

| 17 de enero de 2015 | Estonia | 0 – 4   | Bielorrusia                         | SKK Peterburgsky, Saint Petersburg                        |                                                           |
|                     |         | Reporte | Yanchenko 4' 14' · Lebedzew 52' 81' | Asistencia: 300 espectadores Árbitro(s): Vasili Kazartsev | Asistencia: 300 espectadores Árbitro(s): Vasili Kazartsev |

| 19 de enero de 2015 | Bielorrusia    | 1 – 0   | Finlandia | SKK Peterburgsky, Saint Petersburg                       |                                                          |
|                     | Yablonskiy 34' | Reporte |           | Asistencia: 300 espectadores Árbitro(s): Yury Aponasenko | Asistencia: 300 espectadores Árbitro(s): Yury Aponasenko |

| 19 de enero de 2015 | Turkmenistán                         | 3 – 1   | Estonia    | SKK Peterburgsky, Saint Petersburg                     |                                                        |
|                     | Nurmyradow 34' 52' · Annagulyyew 67' | Reporte | Saarts 45' | Asistencia: 300 espectadores Árbitro(s): Roman Galimov | Asistencia: 300 espectadores Árbitro(s): Roman Galimov |

### Grupo B
| Equipo     | J | G | E | P | GF | GC | GD | Pts |
| ---------- | - | - | - | - | -- | -- | -- | --- |
| Kirguistán | 3 | 1 | 2 | 0 | 4  | 3  | +1 | 5   |
| Rusia      | 3 | 1 | 1 | 1 | 4  | 4  | 0  | 4   |
| Moldavia   | 3 | 0 | 3 | 0 | 4  | 4  | 0  | 3   |
| Letonia    | 3 | 0 | 2 | 1 | 2  | 3  | −1 | 2   |

| 16 de enero de 2015 | Moldavia    | 1 – 1   | Kirguistán    | SKK Peterburgsky, Saint Petersburg                        |                                                           |
|                     | Spătaru 71' | Reporte | Sagynbaev 81' | Asistencia: 300 espectadores Árbitro(s): Nikolay Voloshin | Asistencia: 300 espectadores Árbitro(s): Nikolay Voloshin |

| 16 de enero de 2015 | Rusia      | 1 – 0   | Letonia | SKK Peterburgsky, Saint Petersburg                          |                                                             |
|                     | Kozlov 41' | Reporte |         | Asistencia: 3,200 espectadores Árbitro(s): Artem Chistyakov | Asistencia: 3,200 espectadores Árbitro(s): Artem Chistyakov |

| 18 de enero de 2015 | Letonia        | 1 – 1   | Kirguistán   | SKK Peterburgsky, Saint Petersburg |                              |
|                     | Tīdenbergs 56' | Reporte | Kozubaev 82' | Asistencia: 300 espectadores       | Asistencia: 300 espectadores |

| 18 de enero de 2015 | Rusia                   | 2 – 2   | Moldavia             | SKK Peterburgsky, Saint Petersburg                        |                                                           |
|                     | Yevseyev 49' (pen.) 90' | Reporte | Roșca 9' · Rogac 39' | Asistencia: 3,500 espectadores Árbitro(s): Aleksey Sukhoy | Asistencia: 3,500 espectadores Árbitro(s): Aleksey Sukhoy |

| 19 de enero de 2015 | Moldavia  | 1 – 1   | Letonia        | SKK Peterburgsky, Saint Petersburg                    |                                                       |
|                     | Bejan 82' | Reporte | Tīdenbergs 49' | Asistencia: 300 espectadores Árbitro(s): Oleg Sokolov | Asistencia: 300 espectadores Árbitro(s): Oleg Sokolov |

| 18 de enero de 2015 | Kirguistán                          | 2 – 1   | Rusia               | SKK Peterburgsky, Saint Petersburg                           |                                                              |
|                     | Duyshobekov 45' · Umarov 50' (pen.) | Reporte | Yevseyev 83' (pen.) | Asistencia: 1,000 espectadores Árbitro(s): German Kravchenko | Asistencia: 1,000 espectadores Árbitro(s): German Kravchenko |

### Grupo C
| Equipo     | J | G | E | P | GF | GC | GD | Pts |
| ---------- | - | - | - | - | -- | -- | -- | --- |
| Tayikistán | 3 | 2 | 0 | 1 | 4  | 4  | 0  | 6   |
| Sudáfrica  | 3 | 1 | 2 | 0 | 4  | 2  | +2 | 5   |
| Kazajistán | 3 | 1 | 1 | 1 | 1  | 1  | 0  | 4   |
| Lituania   | 3 | 0 | 1 | 2 | 2  | 4  | −2 | 1   |

| 17 de enero de 2015 | Sudáfrica  | 1 – 1   | Lituania        | SKK Peterburgsky, Saint Petersburg                          |                                                             |
|                     | Liphoko 9' | Reporte | Krušnauskas 31' | Asistencia: 300 espectadores Árbitro(s): Stanislav Vasilyev | Asistencia: 300 espectadores Árbitro(s): Stanislav Vasilyev |

| 17 de enero de 2015 | Tayikistán   | 1 – 0   | Kazajistán | SKK Peterburgsky, Saint Petersburg                     |                                                        |
|                     | Ergashev 51' | Reporte |            | Asistencia: 500 espectadores Árbitro(s): Evgeny Turbin | Asistencia: 500 espectadores Árbitro(s): Evgeny Turbin |

| 18 de enero de 2015 | Kazajistán   | 1 – 0   | Lituania | SKK Peterburgsky, Saint Petersburg                      |                                                         |
|                     | Aimbetov 74' | Reporte |          | Asistencia: 300 espectadores Árbitro(s): Andrey Fisenko | Asistencia: 300 espectadores Árbitro(s): Andrey Fisenko |

| 18 de enero de 2015 | Tayikistán           | 1 – 3   | Sudáfrica                                | SKK Peterburgsky, Saint Petersburg                       |                                                          |
|                     | Rakhmonov 72' (pen.) | Reporte | Madisha 26' · Monamodi 38' · Domingo 50' | Asistencia: 1,000 espectadores Árbitro(s): Roman Chernov | Asistencia: 1,000 espectadores Árbitro(s): Roman Chernov |

| 20 de enero de 2015 | Sudáfrica | 0 – 0   | Kazajistán | SKK Peterburgsky, Saint Petersburg                        |                                                           |
|                     |           | Reporte |            | Asistencia: 300 espectadores Árbitro(s): Vasili Kazartsev | Asistencia: 300 espectadores Árbitro(s): Vasili Kazartsev |

| 20 de enero de 2015 | Lituania       | 1 – 2   | Tayikistán                   | SKK Peterburgsky, Saint Petersburg                          |                                                             |
|                     | Malinauskas 4' | Reporte | Ergashev 78' · Rakhmonov 86' | Asistencia: 300 espectadores Árbitro(s): Vladimir Seldyakov | Asistencia: 300 espectadores Árbitro(s): Vladimir Seldyakov |

## Ronda de Consolación

### 9º-12º Lugar
| 22 de enero de 2015 | Estonia                | 2 – 3   | Moldavia                                 | SKK Peterburgsky, Saint Petersburg                       |                                                          |
|                     | Gussev 77' · Kirss 31' | Reporte | Lacusta 1' · Ciofu 44' (pen.) · Ursu 63' | Asistencia: 300 espectadores Árbitro(s): Yury Aponasenko | Asistencia: 300 espectadores Árbitro(s): Yury Aponasenko |

| 22 de enero de 2015 | Letonia                   | 2 – 0   | Lituania | SKK Peterburgsky, Saint Petersburg                      |                                                         |
|                     | Šadčins 85' · Ivanovs 90' | Reporte |          | Asistencia: 300 espectadores Árbitro(s): Aleksey Sukhoy | Asistencia: 300 espectadores Árbitro(s): Aleksey Sukhoy |

### 11º Lugar
| 24 de enero de 2015 | Estonia                   | 2 – 1   | Lituania | SKK Peterburgsky, Saint Petersburg                   |                                                      |
|                     | Sappinen 55' · Gussev 77' | Reporte |          | Asistencia: 300 espectadores Árbitro(s): Anton Anopa | Asistencia: 300 espectadores Árbitro(s): Anton Anopa |

### 9º Lugar
| 24 de enero de 2015 | Moldavia                                                 | 1 – 1 (6–5 p.)             | Letonia                                                             | SKK Peterburgsky, Saint Petersburg                   |                                                      |
|                     | Semirov 30'                                              | Reporte                    | Flaksis 75' (pen.)                                                  | Asistencia: 300 espectadores Árbitro(s): Ivan Saraev | Asistencia: 300 espectadores Árbitro(s): Ivan Saraev |
|                     |                                                          | Tiros desde el punto penal |                                                                     |                                                      |                                                      |
|                     | Bîrdan · Ciofu · Macrițchii · Ursu · Rozgoniuc · Paireli |                            | Svārups · Vītolnieks · Flaksis · Kiriļins · Gutkovskis · Bērenfelds |                                                      |                                                      |

## Fase Final

### Cuartos de final
| 21 de enero de 2015 | Kirguistán | 0 – 1   | Finlandia  | SKK Peterburgsky, Saint Petersburg                     |                                                        |
|                     |            | Reporte | Rahimi 79' | Asistencia: 300 espectadores Árbitro(s): Roman Chernov | Asistencia: 300 espectadores Árbitro(s): Roman Chernov |

| 21 de enero de 2015 | Bielorrusia                                         | 1 – 1 (3–1 p.)             | Kazajistán                             | SKK Peterburgsky, Saint Petersburg                        |                                                           |
|                     | Yarotsky 78'                                        | Reporte                    | Jalilov 64'                            | Asistencia: 350 espectadores Árbitro(s): Nikolay Voloshin | Asistencia: 350 espectadores Árbitro(s): Nikolay Voloshin |
|                     |                                                     | Tiros desde el punto penal |                                        |                                                           |                                                           |
|                     | Poznyak · Zaleski · Klimovich · Zolotov · Ignatenko |                            | Sariev · Tuliyev · Shaikhov · Aimbetov |                                                           |                                                           |

| 21 de enero de 2015 | Tayikistán | 0 – 2   | Turkmenistán                  | SKK Peterburgsky, Saint Petersburg                        |                                                           |
|                     |            | Reporte | Annaýew 45' · Annagulyyew 86' | Asistencia: 1,000 espectadores Árbitro(s): Andrey Fisenko | Asistencia: 1,000 espectadores Árbitro(s): Andrey Fisenko |

| 21 de enero de 2015 | Rusia | 0 – 2   | Sudáfrica                   | SKK Peterburgsky, Saint Petersburg                       |                                                          |
|                     |       | Reporte | Maraisane 50' · Luthuli 55' | Asistencia: 2,500 espectadores Árbitro(s): Evgeny Turbin | Asistencia: 2,500 espectadores Árbitro(s): Evgeny Turbin |

### 5º-8º Lugar
| 23 de enero de 2015 | Kazajistán | 0 – 3   | Rusia                                        | SKK Peterburgsky, Saint Petersburg                     |                                                        |
|                     |            | Reporte | Yevseyev 48' (pen.) 81' (pen.) · Guliyev 72' | Asistencia: 300 espectadores Árbitro(s): Roman Galimov | Asistencia: 300 espectadores Árbitro(s): Roman Galimov |

| 23 de enero de 2015 | Tayikistán    | 1 – 3   | Kirguistán                                    | SKK Peterburgsky, Saint Petersburg                          |                                                             |
|                     | Rakhmonov 90' | Reporte | Kozubaev 70' · Akhmataliev 18' · Bokoleev 54' | Asistencia: 300 espectadores Árbitro(s): Stanislav Vasilyev | Asistencia: 300 espectadores Árbitro(s): Stanislav Vasilyev |

### Semifinales
| 23 de enero de 2015 | Bielorrusia                                             | 1 – 1 (3–4 p.)             | Sudáfrica                                       | SKK Peterburgsky, Saint Petersburg                          |                                                             |
|                     | Klimovich 74'                                           | Reporte                    | Madisha 90' (pen.)                              | Asistencia: 500 espectadores Árbitro(s): Vladimir Seldyakov | Asistencia: 500 espectadores Árbitro(s): Vladimir Seldyakov |
|                     |                                                         | Tiros desde el punto penal |                                                 |                                                             |                                                             |
|                     | Poznyak · Yablonskiy · Zaleski · Chernyshov · Karpovich |                            | Madisha · Maraisane · Seriba · Domingo · Modiba |                                                             |                                                             |

| 23 de enero de 2015 | Turkmenistán | 0 – 4   | Finlandia                                        | SKK Peterburgsky, Saint Petersburg                        |                                                           |
|                     |              | Reporte | Hatakka 30' 65' · Hovi 54' · Yaghoubi 80' (pen.) | Asistencia: 400 espectadores Árbitro(s): Vasili Kazartsev | Asistencia: 400 espectadores Árbitro(s): Vasili Kazartsev |

### 7º Lugar
| 25 de enero de 2015 | Kazajistán     | 2 – 0   | Tayikistán | SKK Peterburgsky, Saint Petersburg                    |                                                       |
|                     | Sariev 23' 85' | Reporte |            | Asistencia: 300 espectadores Árbitro(s): Oleg Sokolov | Asistencia: 300 espectadores Árbitro(s): Oleg Sokolov |

### 5º Lugar
| 25 de enero de 2015 | Rusia                           | 3 – 1   | Kirguistán | SKK Peterburgsky, Saint Petersburg                      |                                                         |
|                     | Kurzenyov 19' 72' · Kirisov 42' | Reporte | Umarov 70' | Asistencia: 550 espectadores Árbitro(s): Andrey Fisenko | Asistencia: 550 espectadores Árbitro(s): Andrey Fisenko |

### 3º Lugar
| 25 de enero de 2015 | Bielorrusia                                                          | 4 – 0   | Turkmenistán | SKK Peterburgsky, Saint Petersburg                       |                                                          |
|                     | Milevsky 30' · Yablonskiy 47' (pen.) · Yevdokimov 64' · Yarotsky 82' | Reporte |              | Asistencia: 1,000 espectadores Árbitro(s): Roman Chernov | Asistencia: 1,000 espectadores Árbitro(s): Roman Chernov |

### Final
| 25 de enero de 2015 | Sudáfrica                   | 2 – 1   | Finlandia    | SKK Peterburgsky, Saint Petersburg                        |                                                           |
|                     | Madisha 15' · Maraisane 78' | Reporte | Tamminen 38' | Asistencia: 2,500 espectadores Árbitro(s): Aleksey Sukhoy | Asistencia: 2,500 espectadores Árbitro(s): Aleksey Sukhoy |

## Campeón
| Copa de la CEI 2015  |
| -------------------- |
| Bandera de Sudáfrica |
| Sudáfrica 1º Título  |

## Máximos goleadores
| # | Futbolista          | Equipo     | Goles |
| - | ------------------- | ---------- | ----- |
| 1 | Alexey Yevseyev     | Rusia      | 5     |
| 2 | Dani Hatakka        | Finlandia  | 4     |
| 3 | Motjeka Madisha     | Sudáfrica  | 3     |
| 3 | Abdurasul Rakhmonov | Tayikistán | 3     |

## Posiciones finales
| #                 | Equipo       |
| ----------------- | ------------ |
| Medalla de oro    | Sudáfrica    |
| Medalla de plata  | Finlandia    |
| Medalla de bronce | Bielorrusia  |
| 4                 | Turkmenistán |
| 5                 | Rusia        |
| 6                 | Kirguistán   |
| 7                 | Kazajistán   |
| 8                 | Tayikistán   |
| 9                 | Moldavia     |
| 10                | Letonia      |
| 11                | Estonia      |
| 12                | Lituania     |